# Prix du Luxembourg
Le Prix du Luxembourg est une course hippique de trot attelé se déroulant au mois de janvier sur l'hippodrome de Vincennes.
C'est une course internationale de groupe 3, réservée aux chevaux de 5 à 11 ans ayant gagné au moins 130 000 € mais pas 800 000 €.
Elle se court sur la distance de 2 100 mètres sur la grande piste, départ à l'autostart. L'allocation s'élève à 100 000 € dont 45 000 € pour le vainqueur.

## Palmarès depuis 1992
| Année | Vainqueur          | Pays       | Père               | Driver                    | Entraîneur                | Réd.km |
| ----- | ------------------ | ---------- | ------------------ | ------------------------- | ------------------------- | ------ |
| 2025  | Inexess Bleu       | France     | Vittel de Brevol   | Alexandre Abrivard        | Laurent-Claude Abrivard   | 1'10"3 |
| 2024  | Face Time          | France     | Coktail Jet        | Gabriele Gelormini        | Matthieu Abrivard         | 1'10"5 |
| 2023  | Beads              | États-Unis | Archangel          | Jean-Michel Bazire        | Jean-Michel Bazire        | 1'10"2 |
| 2022  | Élie de Beaufour   | France     | Royal Dream        | Jean-Michel Bazire        | Jean-Michel Bazire        | 1'10"4 |
| 2021  | Dorgoz de Guez     | France     | Romcok de Guez     | Jean-Michel Bazire        | Jean-Michel Bazire        | 1'10"9 |
| 2020  | Anzi des Liards    | France     | Look de Star       | Romain Derieux            | Romain Derieux            | 1'10"9 |
| 2019  | Cleangame          | France     | Ouragan de Celland | Jean-Michel Bazire        | Jean-Michel Bazire        | 1'10"8 |
| 2018  | Urlo Dei Venti     | Italie     | Mago d'Amore       | Enrico Bellei             | Gennaro Casillo           | 1'10"6 |
| 2017  | Aubrion du Gers    | France     | Memphis du Rib     | Jean-Michel Bazire        | Jean-Michel Bazire        | 1'11"4 |
| 2016  | Trebol             | Espagne    | Hot Blues          | Gabriel-Angel Pou Pou     | Gabriel-Angel Pou Pou     | 1'12"1 |
| 2015  | On Track Piraten   | Suède      | Kool du Caux       | Erik Adielsson            | Hans Strömberg            | 1'12"2 |
| 2014  | Turbo Jet          | France     | Joyau d'Amour      | Jean-Étienne Dubois       | Jean-Étienne Dubois       | 1'11"8 |
| 2013  | Triode de Fellière | France     | Derby du Gîte      | Jean-Michel Bazire        | Jean-Paul Marmion         | 1'11"2 |
| 2012  | Yarrah Boko        | Suède      | Coktail Jet        | Franck Nivard             | Trond Anderssen           | 1'11"5 |
| 2011  | Rapide Lebel       | France     | Ginger Somolli     | Éric Raffin               | Sébastien Guarato         | 1'10"8 |
| 2010  | Ismos FP           | Italie     | Uronometro         | Jean-Michel Bazire        | Fabrice Souloy            | 1'11"3 |
| 2009  | Orlando Sport      | France     | Hand du Vivier     | Sébastien Baude           | Roger Coueffin            | 1'11"9 |
| 2008  | Improve As         | Suède      | Tagliabue          | Franck Nivard             | Fabrice Souloy            | 1'11"5 |
| 2007  | Exploit Caf        | Italie     | Toss Out           | Jean-Michel Bazire        | Fabrice Souloy            | 1'11"  |
| 2006  | Judoka Royal       | France     | Coktail Jet        | Alain Laurent             | Alain Laurent             | 1'12"4 |
| 2005  | Kuza Viva          | France     | Uzo Charmeur       | Stéphane Levoy            | Paul Viel                 | 1'12"  |
| 2004  | Alesi OM           | Italie     | Waikiki Beach      | Giampaolo Minnucci        | Jori Turja                | 1'12"2 |
| 2003  | Jasoda             | France     | Voici du Niel      | Geert Lannoo              | Arsène Lannoo             | 1'12"6 |
| 2002  | Egon Lavec         | Suède      | Navaki             | Lufti Kolgjini            | Lufti Kolgjini            | 1'13"2 |
| 2001  | Solar Effe         | Italie     | Napoletano         | Pietro Gubellini          | Edoardo Gubellini         | 1'13"  |
| 2000  | Fan Idole          | France     | Le Ham             | Richard-William Denechère | Richard-William Denechère | 1'13"5 |
| 1999  | Euro Ringeat       | France     | Seigneur Ringeat   | Pierre Vercruysse         | Théophile Loncke          | 1'13"6 |
| 1998  | Hiosco du Vivier   | Belgique   | Park Ridge Lobell  | Jos Verbeeck              | Alphonse Vanberghen       | 1'14"3 |
| 1997  | Dresden            | France     | Tarass Boulba      | Jean-Étienne Dubois       | Jean-Étienne Dubois       | 1'13"3 |
| 1996  | Abricot du Laudot  | France     | Nicos du Vivier    | Jacques-Henri Treich      | Jacques-Henri Treich      | 1'14"2 |
| 1995  | Activity           | Suède      | Active Bowler      | Anders Lindqvist          | Bengt Hansson             | 1'13"9 |
| 1994  | Abo Volo           | France     | Lurabo             | Paul Viel                 | Paul Viel                 | 1'13"8 |
| 1993  | Ulster du Cadran   | France     | Kilt du Cadran     | Jacques-Henri Treich      | Jacques-Henri Treich      | 1'14"5 |
| 1992  | Rastel Bihan       | France     | Jet du Vivier      | Alain Laurent             | Francois Le Vexier        | 1'16"1 |